# Natrix longivertebrata
Natrix longivertebrata (лат.) — вид вымерших змей из семейства ужеобразных (Colubridae). Этот уж был подвижным наземным плотоядным, как и другие представители рода.
Ископаемые остатки вида были впервые обнаружены в плиоценовых отложениях Польши, впоследствии они были найдены в миоценовых слоях Австрии, Венгрии, Украины, Франции и плиоценовых слоях Венгрии.